# Remundu Piras
Remundu Piras (Villanova Monteleone, Sardenya 1905 - 1978) és un poeta en llengua sarda.
És considerat un de màxim poeta improvisador en llengua sarda, va debutar el 1932 en festivals de poble. La seva producció ha estat recollida a Misteriu (recull de sonets), Bonas noas (satírica), Sas Modas i A Bolu. Sota la dictadura Mussolini, de 1932 a 1945, li era prohibit de cantar.